# Sebastián Assis
Sebastián Assis, vollständiger Name Alberto Sebastián Assis Silva, (* 4. März 1993 oder 3. April 1993 in Tacuarembó) ist ein uruguayischer Fußballspieler.

## Karriere
Der 1,71 Meter große Mittelfeldakteur Assis wurde in der Spielzeit 2013/14 mit dem Tacuarembó FC Meister der Segunda División und trug dazu mit 25 Zweitligaeinsätzen und zwei Toren bei. In der Saison 2014/15 wurde er 27-mal (ein Tor) in der Primera División eingesetzt. Nach dem Abstieg am Saisonende kam er in der Zweitligaspielzeit 2015/16 20-mal (kein Tor) in der Liga zum Einsatz. Anfang März 2017 wechselte er zum Cerro Largo FC. Bislang (Stand: 12. August 2017) absolvierte er in der laufenden Saison 2017 zehn Zweitligapartien und schoss ein Tor.